# 薩克森的安娜 (1903-1976)
薩克森的安娜（德語：Anna von Sachsen，1903年5月4日—1976年2月8日），薩克森末代國王腓特烈·奧古斯特三世的幼女。

## 家庭
1924年，安娜與約瑟夫·法蘭茲結婚。他的父親是匈牙利總督約瑟夫的孫子，母親是奧地利皇帝法蘭茲·約瑟夫一世的外孫女。兩人共有4子4女：
1. 瑪格麗特（1925年—1979年）
2. 伊羅娜（英语：Archduchess Ilona of Austria）（1927年—2011年），現任梅克倫堡家族首領格奧爾格·鮑爾溫的母親
3. 安娜-特蕾莎（1929年—1984年）
4. 約瑟夫·阿爾帕德（英语：Archduke Joseph Árpád of Austria）（1933年—2017年）
5. 伊什特萬（1934年—2011年）
6. 瑪麗亞·金加（1937年出生）
7. 蓋薩（英语：Géza von Habsburg）（1939年出生）
8. 米夏埃爾（1942年出生）